# Homer
|  | Aquest article tracta sobre el poeta grec. Vegeu-ne altres significats a «Homer (desambiguació)». |

Homer (grec antic: Ὅμηρος, Hómēros, llatí: Homerus) és el suposat autor de les obres literàries més antigues conegudes a Europa: els poemes orals la Ilíada i l'Odissea. També se li atribueixen un seguit d'obres menors que són conegudes com els Himnes Homèrics. Avui, els Himnes es consideren obres posteriors, però molts continuen considerant Homer com l'autor o compilador de les epopeies. S'ha especulat que Homer fos un aede, o poeta culte lligat a la cort del seu moment, en oposició a la teoria que indica que seria un rapsode itinerant que declamava per al poble.
Els antics grecs creien, en general, que Homer era un personatge històric, però molts d'erudits moderns són escèptics en aquesta qüestió. G. S. Kirk, per exemple, representa el consens general actual quan descriu que «a l'antiguitat, no sabien res definitiu sobre la vida i la personalitat d'Homer.» Molts estudiosos també creuen que els poemes mateixos, de manera manifesta, representen la culminació de molts segles de narració oral en què es van desenvolupar «fórmules», o sistemes de composició poètica, per la qual cosa, segons Martin West, «Homer no és el nom d'un poeta històric sinó un nom fictici o construït.»
La data de l'existència d'Homer ja va ser controvertida en l'antiguitat, i encara ho és avui. Heròdot diu que Homer va viure 400 anys abans del seu temps, i aquesta referència situaria la seva vida al voltant del 850 aC, però altres fonts antigues donen dates molt més pròximes a la suposada època de la Guerra de Troia. Eratòstenes, que es va esforçar per establir una cronologia dels esdeveniments científics, determinà la data de la Guerra de Troia entre el 1194-1184 aC, conclusió que està guanyant el suport de les investigacions arqueològiques recents.
Per als especialistes moderns, «la data d'Homer» es refereix tant a la data de creació dels poemes com a la vida del personatge en concret. El consens acadèmic és que «a partir de la data extrema del segle ix aC o del viii, la Ilíada és anterior a l'Odissea, potser en algunes dècades», és a dir, una mica abans que Hesíode, de manera que la Ilíada seria l'obra més antiga de la literatura occidental. Durant les darreres dècades, alguns investigadors han advocat per una data ja al segle vii aC. Els que creuen que els poemes homèrics es van desenvolupar gradualment durant un llarg període, en general, proposen una data posterior per als poemes: d'acord amb Nagy, només es poden situar els texts cap al segle vi aC.
Alfred Heubeck destaca la repercussió de les obres d'Homer sobre la cultura grega, que han influït en la configuració de tot el seu desenvolupament i que han estat reconegudes per molts grecs que consideren Homer com el seu mestre. Hi ha qui afirma que els relats religiosos d'Homer podrien ser, almenys parcialment, una anticipació de les teories filosòfiques de Tales, de Pitàgores i dels presocràtics en general.

## Vida i llegendes

Els combatents a la Guerra de Troia segons la Ilíada

Encara que Homer és un nom grec, propi de zones de parla eòlica, no se sap res del cert sobre la seva biografia. Tot i així, s'han conservat una sèrie de riques tradicions que donen detalls del seu lloc de naixement, entre d'altres. Moltes d'aquestes són històries fantàstiques: el satíric Llucià, en la seva fabulosa Verae Historiae (Història veritable), diu que és un babiloni anomenat Tigranes, que només va adoptar el nom d'Homer quan va ser pres com a ostatge (en grec ὅμηρος, hómeros) pels grecs. Quan l'emperador Hadrià demanà a l'oracle de Delfos qui era realment Homer, la Pítia va proclamar que era d'Ítaca, fill d'Epicasta (filla de Nèstor) i Telèmac, els personatges de l'Odissea. Aquestes històries proliferaren i es van incorporar a la Vida d'Homer, compilades en vàries dècades a partir del període alexandrí.
La versió més estesa considera que Homer va néixer a la regió jònica de l'Àsia Menor, a Esmirna, o a l'illa de Quios, i va morir a l'illa d'Ios, a les Cíclades. Una connexió amb Esmirna s'esmenta en una llegenda en què el seu nom original era el de Melesígenes ('nascut de Meles', un riu que fluïa per la ciutat), i de la nimfa Creteida. Hi ha proves internes dels poemes que donen un cert suport a aquesta teoria, com és la familiaritat amb la topografia d'aquesta zona del litoral de l'Àsia Menor recollida en diversos noms, o els detalls i les descripcions dels paisatges que s'observa en la prada d'aus a la desembocadura del riu Caïstre (Ilíada, II 459 ss.), en una tempesta en la mar Icària (Ilíada, II 144 ss.), el vent llegendari (Ilíada, II 394 ss.; IV 422 ss.; IX 5), o que les dones tant de Meònia com de Cària decoraven amb ivori i escarlata (Ilíada, IV 142).

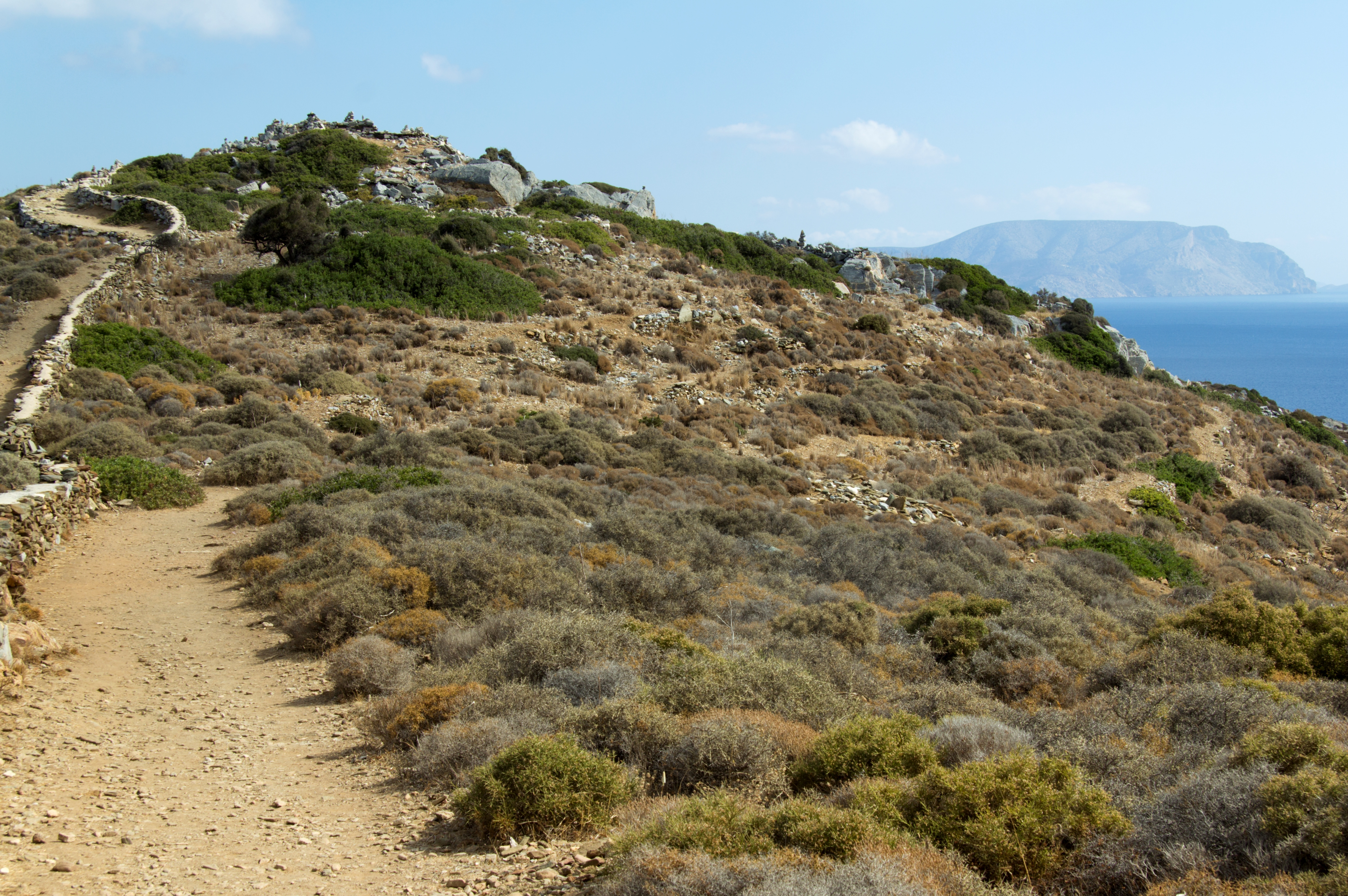
L'anomenada Tomba d'Homer, a l'illa d'Ios

L'associació amb Quios es remunta, almenys, a Semònides d'Amorgos, que cita una famosa frase de la Ilíada (VI 146) amb la referència a «l'home de Quios». Sembla que, en aquella zona, va existir algun tipus d'epònim dels bards, coneguts com els homèrides ('fills d'Homer'), o homeristes, i s'han localitzat diversos descendents d'un avantpassat imaginari d'aquest nom, o remarcant la funció concreta com un tipus de rapsode, especialitzats en la recitació de poemes homèrics.
El nom del poeta és homòfon amb el mot hómēros (ὅμηρος), que significa, en general, 'ostatge' (o 'garantia'), sempre entès com 'el que acompanya, el que es veu obligat a seguir' o, en alguns dialectes, 'cec'. Aquesta assonància ha generat moltes opinions que creuen que existeix una relació amb un personatge que va ser un ostatge o era cec. La possibilitat que fos cec se sustenta en el significat de la paraula tant en el dialecte jònic, en què la forma verbal hómēreuō (ὁμηρεύω) té el significat específic de 'guia dels cecs'; i en el grec eòlic de Cime, on hómēros era sinònim de la paraula del grec estàndard typhlós (τυφλός), que significa 'cec'.

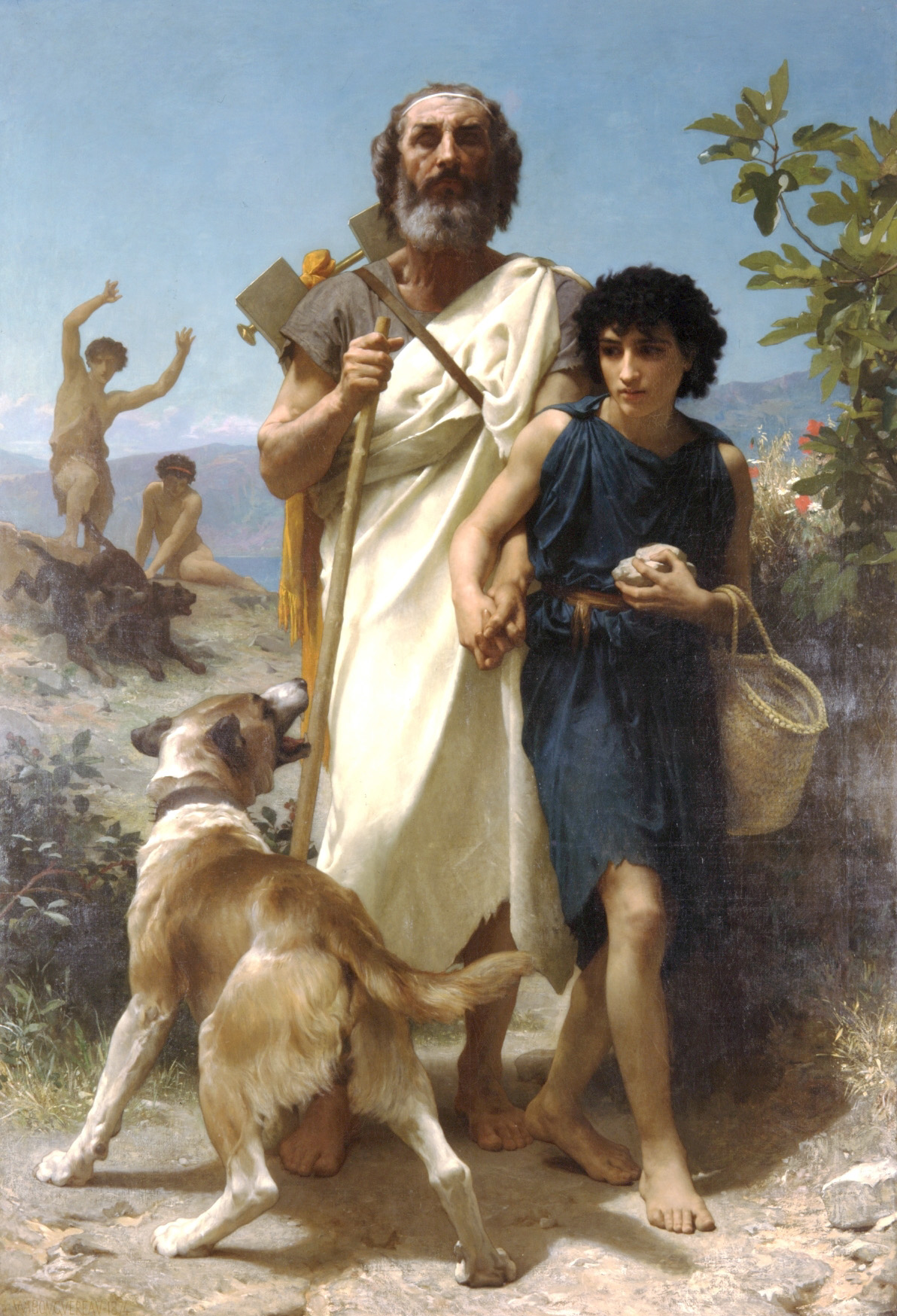
Homer i el seu guia (1874), William-Adolphe Bouguereau, Museu d'Art de Milwaukee

La caracterització d'Homer com un bard cec es remunta a uns versos a l'Himne a Apol·lo de Delos, el tercer dels Himnes homèrics, versos citats més endavant per Tucídides per donar suport a aquesta idea. L'historiador Èfor comparteix la mateixa opinió, i la idea que es va consolidar amb força al llarg de l'antiguitat a partir d'una falsa etimologia; així, derivaven el seu nom de ho mê horôn (ὁ μὴ ὁρών, 'el que no hi veu'). Els crítics tenen present un llarg passatge de l'Odissea, que es considera com una autoreferència, en què apareix Demòdoc, un bard cec de la cort del rei feaci, que narra les històries de Troia al nàufrag Odisseu.
Molts especialistes consideren que el nom del poeta té una funció genèrica. Gregory Nagy l'interpreta en el sentit del 'que fa encaixar (la cançó)'. Homēréō (ὁμηρέω), un altre verb que s'hi pot relacionar, a més del significat de 'trobar' pot significar '(cantar) un acord o una melodia'. Hi ha estudiosos que sostenen que Homer podria significar 'el que posa la veu en sintonia' dansant. Marcello Durante relaciona Homer amb un epítet de Zeus, 'déu de les assemblees', i sosté que darrere del nom es troba el ressò d'una paraula arcaica per al terme reunió, similar al terme posterior de panegiris, que venia a ser una reunió formal de trobadors que competien.
Sovint es descriu Homer com un joglar errant, semblant a Tàmiris o Hesíode, poeta que anà caminant fins a Calcis per cantar en els jocs funeraris d'Amfidamant. Això confereix la imatge d'un «cec, un cantant vagabund que s'envolta de gent senzilla: sabaters, pescadors, artesans, marins i persones d'edat avançada, en els llocs de reunió de les ciutats portuàries». Els mateixos poemes donen proves de l'existència de cantants als palaus de la noblesa.
Els especialistes estan dividits segons la categoria a què pensen que pertany l'històric Homer: la dels que vivien amb la noblesa o la dels joglars errants.

## Obres atribuïdes

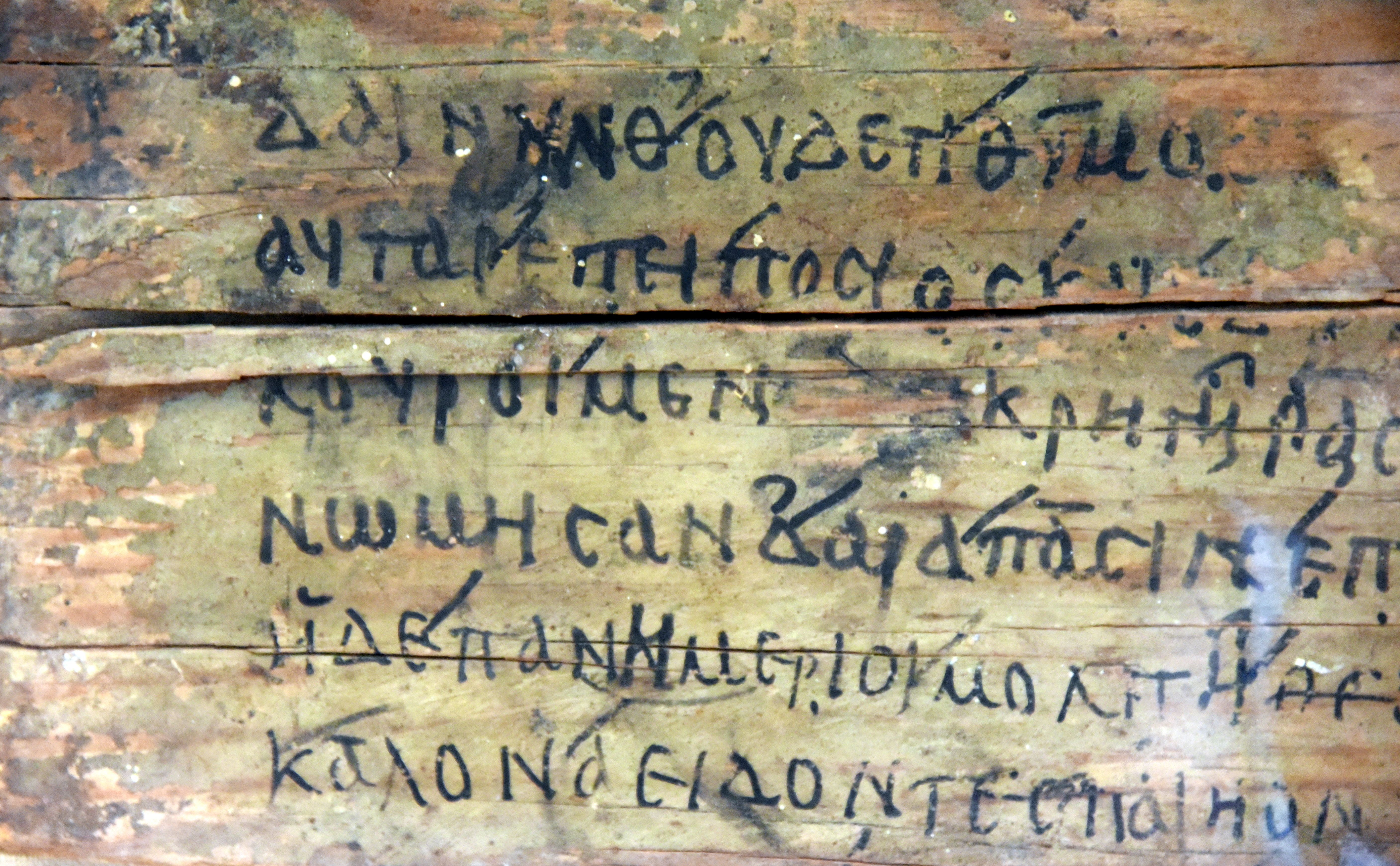
Un passatge de la Ilíada a una tauleta de fusta del dC

Els grecs del segle vi aC i de començament del segle v aC entenien que Homer, en general, era «el conjunt de la tradició heroica, estructurada en vers hexamètric». Així doncs, a més de la Ilíada i l'Odissea, hi ha epopeies «excepcionals» que organitzen els seus respectius temes a «gran o molt gran escala».
A l'antiguitat, moltes altres obres s'atribuïren a Homer, incloent-hi tot el cicle èpic. El gènere inclou poemes sobre la Guerra de Troia, com la Petita Ilíada, els Retorns, els Cants Cipris i els Epígons, així com els poemes tebans sobre Èdip i els seus fills. Altres obres, com el conjunt d'himnes homèrics, la còmica Batracomiomàquia ('la guerra de la granota ratolí') i el Margites, també li eren atribuïdes, però actualment es creu que és poc probable. Dos altres poemes, la Captura d'Ecàlia i la Focaida, també van ser assignats a Homer. Però la qüestió de la identitat dels autors dels diversos texts és encara més problemàtica que la de l'autoria de les dues grans epopeies.

## Debat sobre l'autoria
La idea que Homer va ser responsable de només les dues epopeies, la Ilíada i l'Odissea, només va obtenir un consens cap al 350 aC. Mentre que molts especialistes consideren que és poc probable que ambdues epopeies fossin compostes per la mateixa persona, d'altres argumenten que les semblances estilístiques són massa coherents per donar suport a la teoria de l'autoria múltiple. Una opinió que tracta de salvar les diferències entre ambdues obres és que la Ilíada va ser composta per Homer en la seva maduresa, mentre que l'Odissea és una obra de la seva vellesa. Les altres obres, la Batracomiomàquia, els himnes homèrics i les epopeies cícliques, en general, hi ha consens que són posteriors a la Ilíada i l'Odissea.

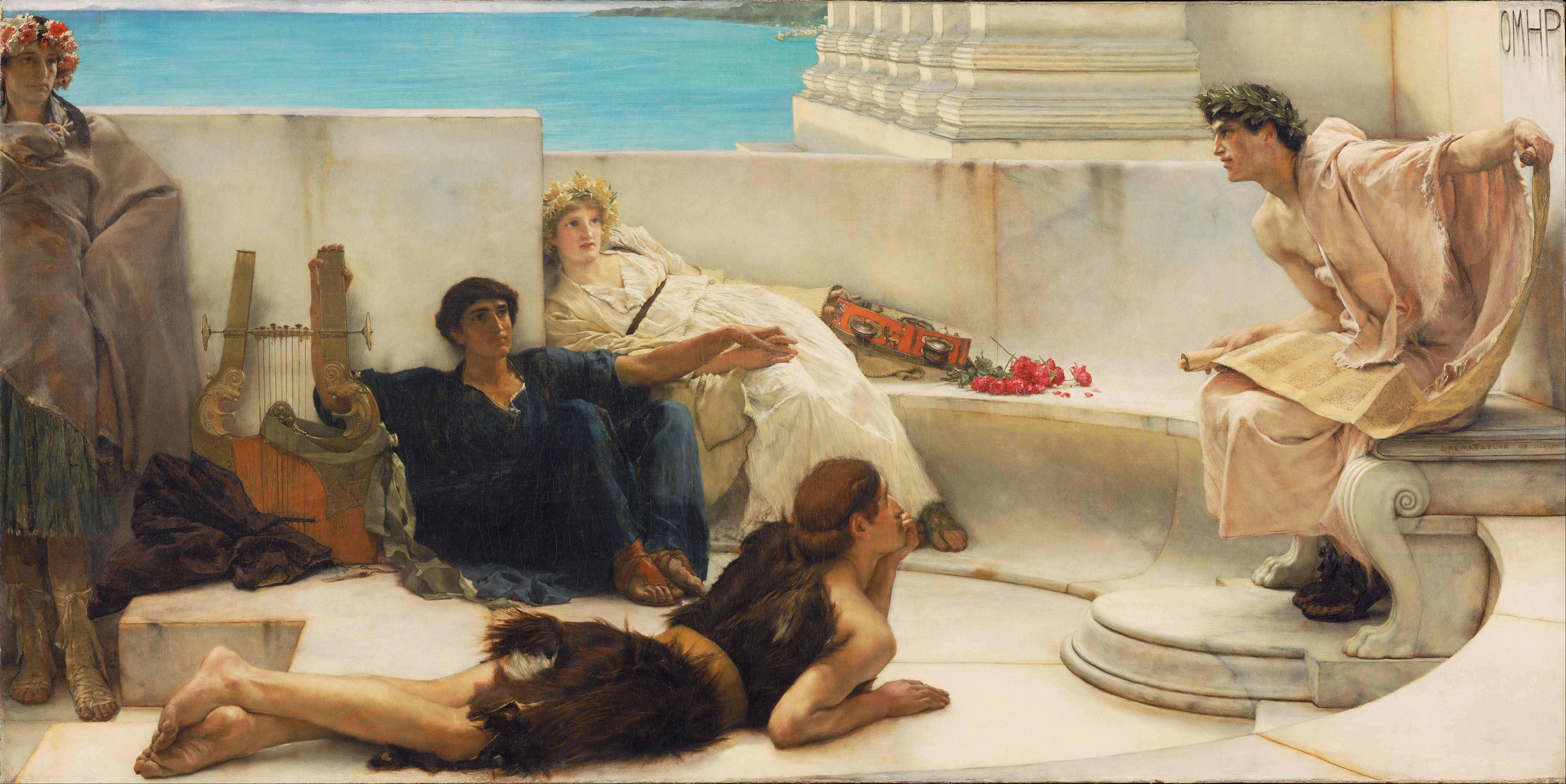
Una lectura d'Homer (1885), Lawrence Alma-Tadema, Museu d'Art de Filadèlfia: un rapsode recitant Homer.

La major part dels estudiosos coincideixen en la consideració que la Ilíada i l'Odissea van passar per un procés de normalització i de perfeccionament de materials més antics, a partir del segle viii aC. En aquesta estandardització, sembla que hi va tenir un paper important el tirà atenès Hiparc, que va reformar la recitació de poemes homèrics en les festes panatenees, les més importants de tots els atenencs. Molts d'experts sobre els clàssics grecs sostenen que aquesta reforma deuria implicar la producció d'un text escrit canònic.
Altres estudiosos continuen donant suport a la idea que Homer va ser una persona real. Com que res no se sap sobre la vida d'Homer, la broma comuna, reciclada en les controvèrsies sobre l'autoria d'obres atribuïdes a Shakespeare, és que els poemes «no són escrits per Homer, sinó per un altre home del mateix nom». Samuel Butler (1835-1902), defensà que una dona jove siciliana va escriure l'Odissea (però no la Ilíada), una idea desenvolupada per Robert Graves en la seva novel·la Homer's Daughter (La filla d'Homer), i també per Andrew Dalby en Rediscovering Homer (Redescobrir Homer).

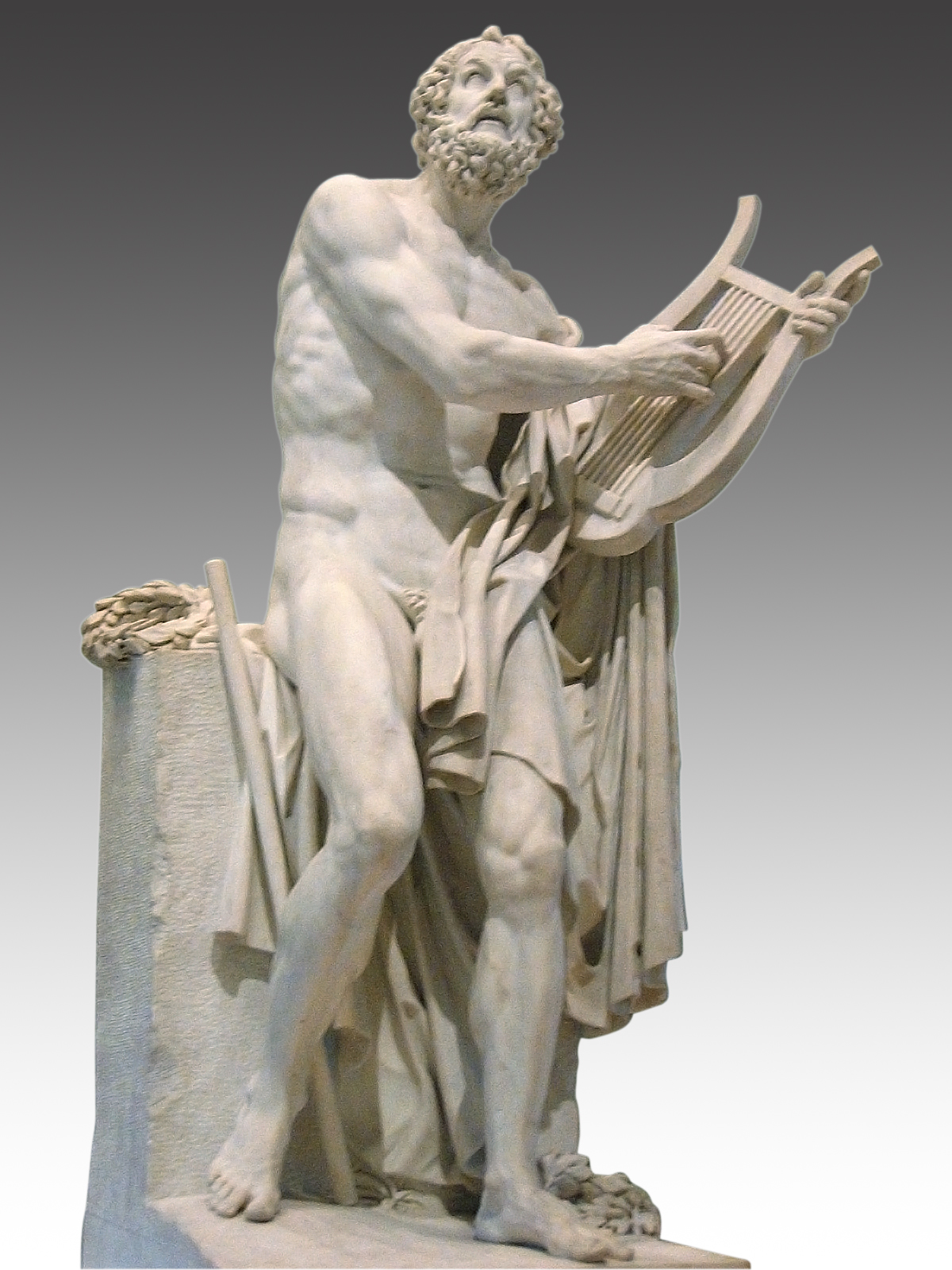
Homer (1812), Philippe-Laurent Roland, Museu del Louvre

Independentment de la qüestió de l'autoria individual, hi ha un acord gairebé universal: després dels treballs de Milman Parry, es considera que els poemes homèrics estan relacionats amb una tradició oral, una tècnica que representa generacions més antigues, que era l'herència col·lectiva de molts de poetes cantants (aedes). Una anàlisi de l'estructura i el vocabulari de la Ilíada i l'Odissea posa de manifest que els poemes contenen moltes frases típiques de fórmules tradicionals d'improvisació èpica. Fins i tot hi ha versos repetits diverses vegades. Parry i el seu alumne Albert Lord van assenyalar que aquesta elaboració de la tradició oral, una pràctica distant de les cultures d'avui lligades a la lectura i escriptura, és típic de la poesia èpica en un medi cultural predominantment oral, àmbit cultural en el qual els mots clau són els termes «oral» i «tradicional». Parry va començar amb «tradicional»: el poeta, diu, heretava els trossos de llenguatge repetitiu dels seus predecessors, que li van ser útils en la seva composició. Parry va anomenar aquests fragments repetitius fórmules.
Està subjecte a un bon debat el moment històric en què aquests poemes es van fixar en forma escrita. La solució més tradicional és la «hipòtesi de la transcripció», que afirma que les dificultats literàries d'Homer l'empengué a dictar el seu poema a un escriba cultivat, entre els segles viii i vi aC. L'alfabet grec es va introduir a començaments del segle viii aC, per la qual cosa és possible que Homer mateix pertanyés a la primera generació d'autors que volien deixar constància literària del seu art. L'especialista en els clàssics Barry B. Powell proposà que l'alfabet grec va ser inventat cap al 800 aC per una persona, probablement Homer, a fi de deixar escrita la poesia èpica oral existent. Homeristes més radicals com Gregory Nagy sostenen que no va existir un text canònic dels poemes homèrics en format escrit fins al període hel·lenístic, cap als segles III aC a I aC

## Data de composició

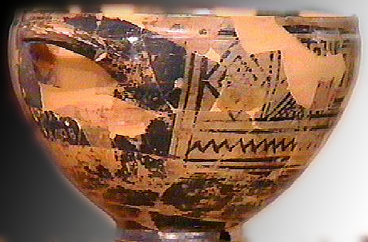
La Copa de Nèstor, trobada a Ísquia, conté una de les primeres inscripcions en grec

Diversos estudis lingüístics indiquen que es van compondre entre el 750 aC i el 720 aC. Els poemes estaven destinats a ser recitats oralment davant d'un públic, però es pensa que van ser posats per escrit poc de temps després de la seva composició, o com a tard al segle vi aC, després d'unes quantes generacions de rapsodes. El segle viii aC era un període de canvis socials en ple renaixement grec, una època en què la societat de l'edat fosca grega (segle xiii aC - segle ix aC) s'estava transformant per començar l'edat arcaica de Grècia (segle viii aC - segle v aC): refinament, art, filosofia, urbanisme, comerç, colonització, eren els nous valors en alça mentre es deixava enrere el món tribal precedent.
Precisament cap al 750 aC, els habitants de tot el món grec comencen a rememorar un passat heroic llunyà. Per primera vegada en quatre-cents cinquanta anys, es tornen a fer ofrenes votives a les tombes antigues fins ara descurades per venerar aquells oblidats personatges com a herois. Al final de segle, es construïren autèntics santuaris en honor d'aquells herois llegendaris (com el d'Agamèmnon a Micenes, el de Menelau i Helena a Esparta...), en els quals es feien ofrenes i sacrificis com si fossin déus, però en menor escala. Com a ells, hom també els atribuïa la facultat de protegir els vius.

## Època de l'acció

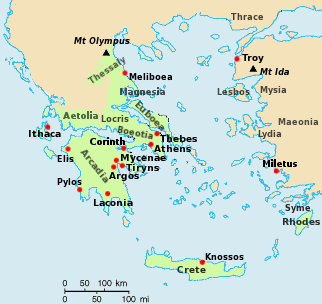
La Grècia homèrica

Tots els grecs de l'edat fosca, l'edat arcaica i sobretot de l'edat clàssica veien en les generacions micèniques dels segles xvi aC - xii aC els seus orígens mítics. Precisament, el segle xiii aC era el moment en el qual se situava la llegendària Guerra de Troia.
Però la societat homèrica que descriuen els dos poemes no és pas la micènica, sinó precisament la de l'edat fosca (xiii aC - ix aC), aquella que llavors s'estava acabant quan van aparèixer els dos poemes homèrics. La Grècia que apareix en els poemes homèrics estava dividida en diversos territoris (dems), cadascun dels quals estava controlat per un cabdill militar, que podríem anomenar senyors feudals o senyors de la guerra: els basileus. Aquests cabdills tenien al seu servei un cos particular de guerrers. Agamèmnon, Menelau, Nèstor i Odisseu, tots ells eren els basileus dels dems de Micenes, Esparta, Pilos i Ítaca, respectivament. No hi havia més lleis que els antics costums de cada lloc. Les ciutats de l'edat fosca eren gairebé inexistents perquè aquella era una societat bàsicament rural i poc desenvolupada, que vivia d'una pobra agricultura. Els basileus posseïen diversos tipus de ramats, l'autèntica riquesa d'aquella època, fet que es reflecteix contínuament en les obres d'Homer.
Malgrat el que s'ha dit, en els texts homèrics apareixen grans dosis d'exclamacions pel que fa a la riquesa de vaixelles, regals, productes diversos, nombres d'exèrcits, altes torres i grans ciutats. Aquestes afirmacions no s'han de prendre en sentit literal, com si existissin veritablement en aquella època fosca, sinó simplement com un simple recurs literari per a meravellar el públic.
La religió homèrica ja tenia, llavors, el panteó clàssic tradicional.

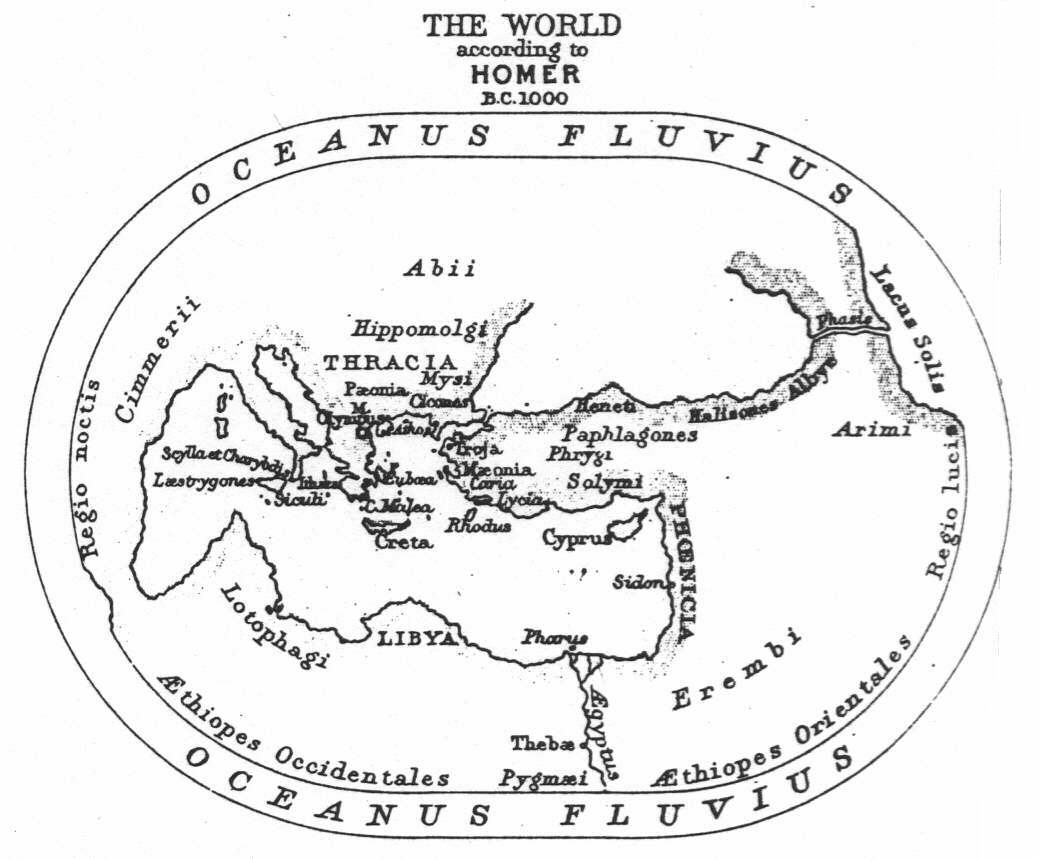
El món segons Homer

## Situació de l'acció
L'estudi de les mencions geogràfiques en la Ilíada desvela que l'autor coneix detalladament l'actual costa turca, i en particular Samotràcia i el riu Caïstre. Troia, la d'altes torres, és l'estrella de l'obra. En canvi, les referències a la península grega són escasses i ambigües, atès que no hi transcorre l'acció.
Pel que fa a l'Odissea, com que es tracta del viatge de retorn d'Ulisses a la seva terra, Ítaca, els llocs seran diversos al llarg i ample de la Mediterrània oriental. De fet, la major part són imaginaris, perquè es tracta d'un viatge d'aventures.

## Estudis homèrics
L'estudi d'Homer és un dels temes més antics dels especialistes, i es remunta ja a l'antiguitat. Els objectius i els èxits dels estudis homèrics han canviat en el transcurs dels mil·lennis. En els últims segles, han girat al voltant del procés pel qual els poemes homèrics van començar a existir, es van difondre i han arribat fins a nosaltres, primer per transmissió oral i després mitjançant l'escriptura.
Algunes de les principals tendències dels estudis homèrics moderns s'han desenvolupat fonamentalment al llarg del segle xix i començament del xx. Les anàlisis de dues grans escoles de pensament han fet èmfasi, d'una banda, en les incoherències de l'obra d'Homer (escola analítica) i, per altra, en la unitat artística (escola unitària). Ja en el segle xx, s'ha desenvolupat més la qüestió de la «teoria oral», l'estudi dels mecanismes i els efectes de la transmissió oral, i la «neoanàlisi», que és l'estudi de la relació entre Homer i els altres materials èpics primitius.
El llenguatge utilitzat per Homer és una versió arcaica del grec jònic amb mescles d'altres dialectes, principalment l'eòlic. Més tard, va servir de base de l'epopeia grega, el llenguatge de la poesia èpica, que generalment s'escrivia en hexàmetre dactílic.
Entre els principals especialistes sobre Homer hi ha R. Bentley, I. Kakridis, A. Kirchhoff, G. Kirk, K. Lachmann, Walter Leaf, A. Lord, D. B. Monro, K. O. Müller, G. Murray, G. Nagy, G. W. Nitzsch, M. Parry, B. B. Powell, H. Schliemann, W. B. Stanford, J. B. G. d'Ansse de Villoison, A. Wace, M. L. West, U. von Wilamowitz-Moellendorff i F. A. Wolf.

### Estil homèric
Aristòtil remarca en la seva Poètica que Homer era únic entre els poetes del seu temps, perquè se centrava en un sol tema o acció unificada del cicle èpic.
Les principals qualitats de l'estil d'Homer estan ben descrites per Matthew Arnold:
| «                                      | El traductor d'Homer ha d'estar regit, sobretot, per un sentit de les quatre qualitats de l'autor: que és molt ràpid; que és molt planer i directe, tant en l'evolució del seu pensament com en l'expressió, és a dir, tant en la sintaxi com en les seves paraules; que és molt simple i directe en el fons del seu pensament, és a dir, en la matèria i en les idees; i, finalment, que és eminentment noble. | » |
| — Matthew Arnold, On Translating Homer | |   |

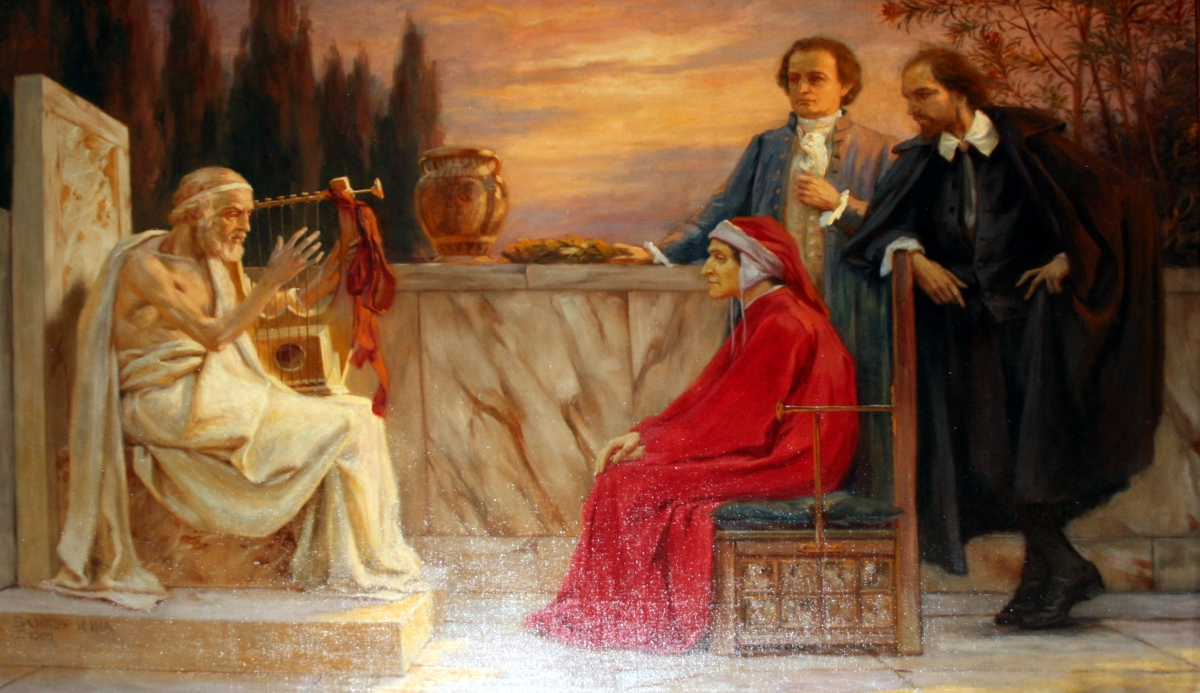
Homer ensenya a cantar al Dant, Shakespeare i Goethe (1909), Bela Čikoš Sesija, Institut Croat d'Història

La peculiar rapidesa d'Homer en la creació literària es deu en gran manera a l'ús de l'hexàmetre. És característic en els primers temps de la literatura que l'evolució del pensament, o la forma gramatical de la frase, es regeix per l'estructura del vers, i la correspondència que, per tant, s'obté entre el ritme i la sintaxi, el pensament es concreta en frases llargues, per dir-ho així, i aquestes venen dividides per acceptables pauses uniformes. El conjunt produeix una circulació ràpida i fluïda, com poques vegades es troba quan els períodes es construeixen sense una relació directa amb la mètrica. Homer, que posseeix aquesta rapidesa sense caure en els defectes, és a dir, sense arribar a ser monòton o bé fluctuant, és potser la millor prova d'una habilitat poètica inigualable. La senzillesa i direccionalitat que el caracteritzen, tant de pensament com d'expressió, sens dubte, van ser qualitats de la seva edat i experiència, però l'autor de la Ilíada ha de tenir aquest do que tenen en un grau molt elevat. L'Odissea, en aquest sentit, està sensiblement per sota del nivell de la Ilíada.
La rapidesa o la facilitat de moviment, l'expressió planera i la claredat de pensament no són precisament les qualitats distintives dels grans poetes èpics com Virgili, el Dant i Milton. Per contra, pertanyen més aviat a l'escola epicolírica a la qual Homer ha estat tantes vegades vinculat. La prova que Homer no pertany a aquesta escola, i que la seva poesia no és en cap sentit una balada poètica, ve proporcionada per la major estructura artística dels seus poemes i, quant a estil, per la quarta de les qualitats que li atribueix Arnold: la noblesa. És el seu estil noble i poderós, sostingut amb cada canvi d'idea i de matèria, que finalment separa Homer de totes les formes de balada poètica èpica i popular.
Igual que en les epopeies franceses, com la Cançó de Rotllan, el poema homèric és indígena. També es distingeix de les obres de Dant, Milton i Virgili, per l'absència de motius subjacents o sentiments. En la poesia de Virgili, el principal motiu del seu apassionat discurs és el sentit de la grandesa de Roma i d'Itàlia. Dant i Milton són encara exponents més fidels de la religió i la política del seu temps. Fins i tot, en les epopeies franceses es mostren els sentiments de por i odi als sarraïns, però en les obres d'Homer l'interès és purament dramàtic. No hi ha forta antipatia per l'ètnia o la religió, la guerra no es converteix en esdeveniments polítics, la captura de Troia es troba fora del rang de la Ilíada, i fins i tot els protagonistes no són comparables als principals herois nacionals de Grècia. Fins a la data, com es pot veure, el principal interès en l'obra d'Homer és el de l'emoció i els sentiments humans, és el teatre. De fet, les seves obres sovint són anomenades drames.

## Culte a Homer

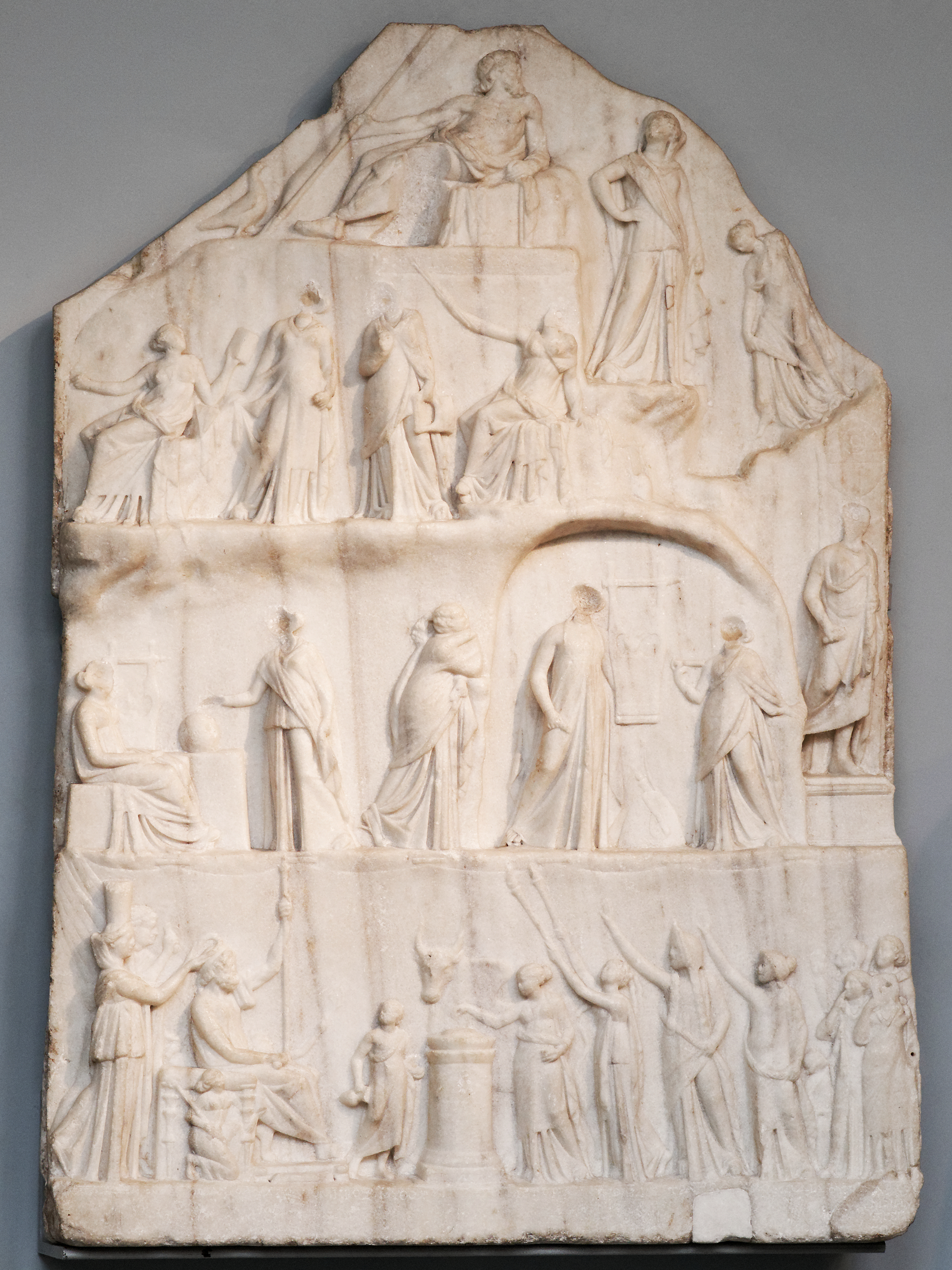
Apoteosi d'Homer, Arquelau de Priene, marbre, Museu Britànic

En el període hel·lenístic, en diverses ciutats, Homer va ser considerat un heroi i va ser objecte de culte. Hom li va dedicar un santuari, l'Homerèon, construït a Alexandria per Ptolemeu IV Filopàtor, a la fi de segle iii aC, que és descrit per Claudi Elià en la seva Història vària (segle iii dC). Elià explica com Ptolemeu «col·locà en un cercle entorn de l'estàtua [d'Homer] totes les ciutats que lloaven Homer», i esmenta una pintura del poeta realitzada per l'artista Galató, que pel que sembla descriu Homer en l'aspecte d'Ocèan com a font de tota poesia.
Un baix relleu de marbre, que s'ha trobat a Itàlia, però que es creu que fou esculpit a Egipte, representa l'apoteosi d'Homer. Mostra Ptolemeu i la seva esposa i germana Arsínoe III asseguts al costat d'un poeta, envoltat per figures de la Ilíada i l'Odissea, amb les nou Muses dretes damunt d'ells i una processó dels fidels acostar-se a un altar, que es creu que representen l'Homerèon d'Alexandria. Apol·lo, el déu de la música i la poesia, també hi apareix, juntament amb una figura femenina temptadora identificada com Mnemòsine, la mare de les Muses. Zeus, el rei dels déus, presideix els procediments. Demostra clarament aquest baix relleu que els grecs no només consideraven Homer un gran poeta, sinó que tenia la inspiració divina en tota la seva obra.
També hi havia altres homerèons a Quios, Efes i Esmirna, que es trobaven entre les ciutats estat que es deia que podien ser el seu lloc de naixement. Estrabó (XIV 1.37) testimonia un temple homèric a Esmirna amb un xóanon i una estàtua del poeta. També esmenta els sacrificis oferts a Homer pels habitants d'Argos, probablement en un altre homerèon.

## Transmissió i publicació
Encara que retenen moltes de les característiques de la poesia oral, la Ilíada i l'Odissea varen haver de ser escrites moment o altre. L'alfabet grec, adaptat de l'escriptura fenícia cap al 800 aC, feia possible la notació dels complexos ritmes de l'hexàmetre grec i del vocalisme de la llengua. Sembla que els poemes d'Homer es passaren per escrit poc després del naixement de l'alfabet, atès que una inscripció de Pitecussa, al golf de Nàpols, datada cap al 740 aC conté una referència a un passatge de la Ilíada. De la mateixa manera, a Samos, Míconos i diversos indrets de la Magna Grècia es troben il·lustracions inspirades en l'episodi de Polifem de l'Odissea en el primer terç del segle vii aC.
Hi ha poca informació sobre la forma dels poemes homèrics a l'època arcaica i clàssica; els gramàtics alexandrins fixaren el text a partir del segle iii aC, i d'aquest text descendeixen tots els manuscrits moderns. Les troballes papiràcies del darrer segle han permès de conèixer directament la forma del text alexandrí, sense passar pels manuscrits medievals, com és el cas dels papirs Bodmer.
A l'acabament de l'antiguitat, els coneixements de grec va disminuir en l'Europa occidental, de parla llatina, i així també es va esvair el coneixement dels poemes d'Homer. No va ser fins al segle xv a Itàlia que l'obra d'Homer es va començar a llegir de nou. Per contra, va ser llegit i ensenyat de manera ininterrompuda dins el món grec, a l'Imperi Romà d'Orient, en el qual la major part de clàssics també va sobreviure. La primera edició impresa va aparèixer el 1488.